# 上海浦东发展银行

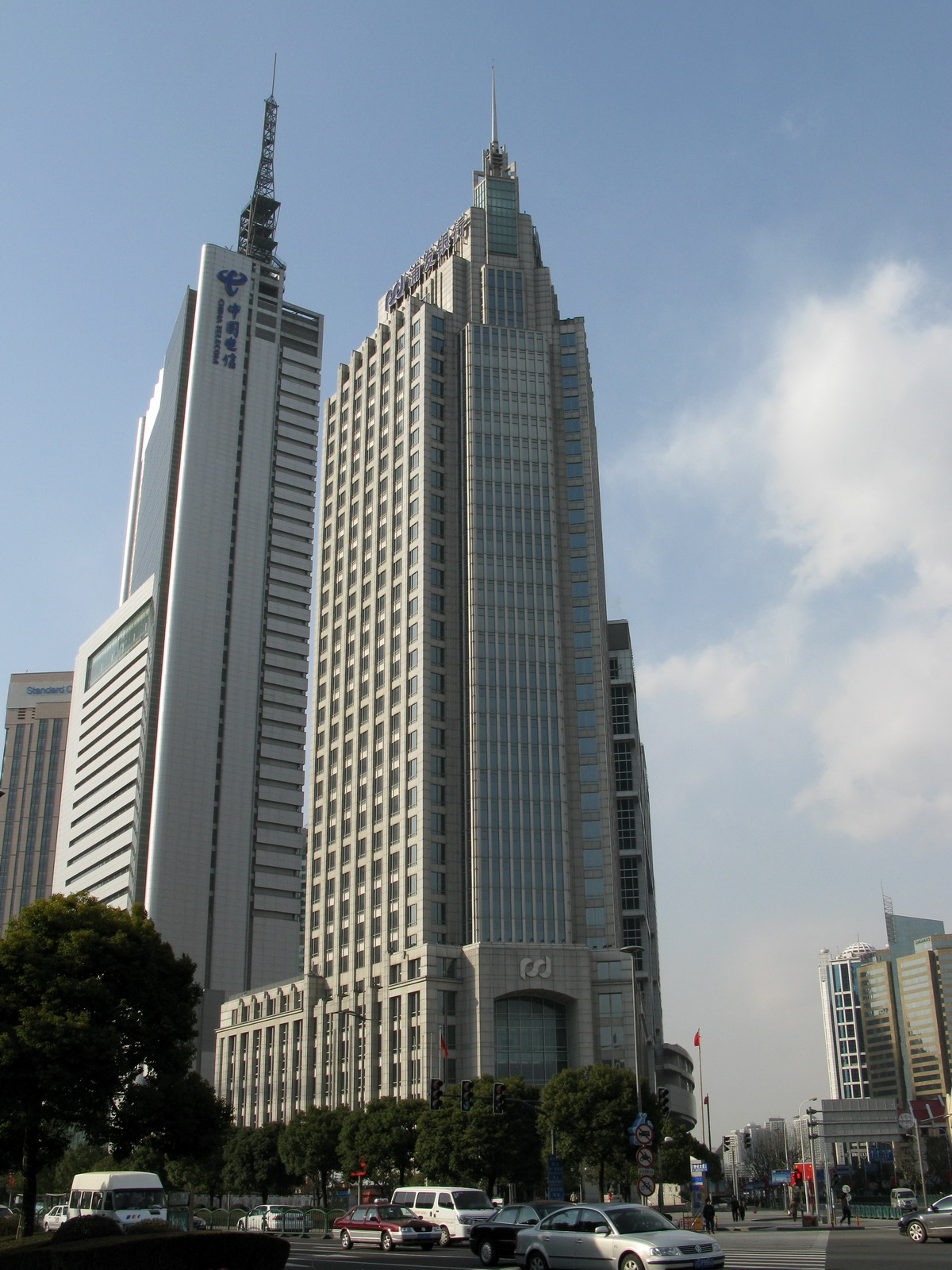
位于上海浦东新区浦发大厦的上海分行营业部

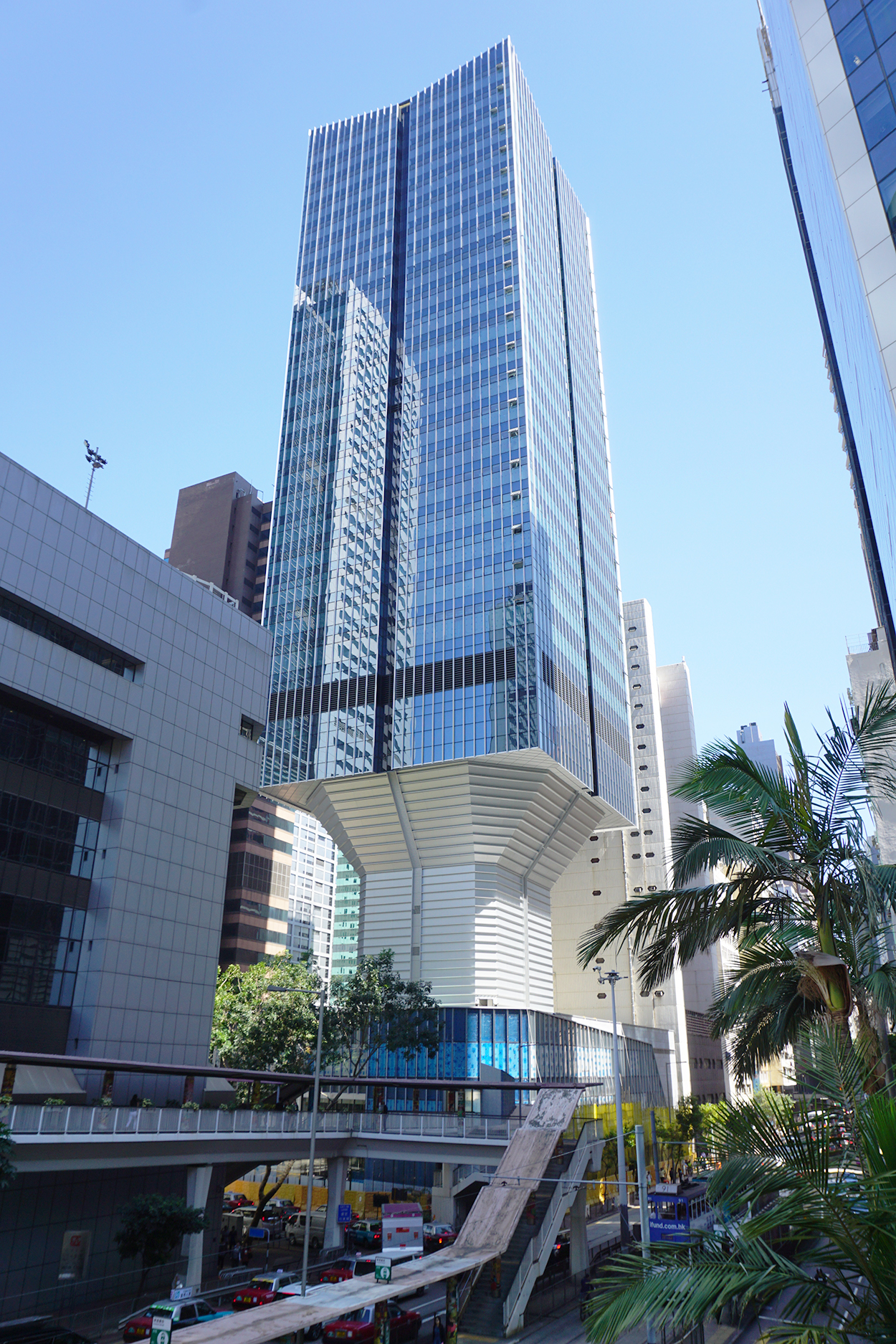
位于香港灣仔浦發銀行大廈的香港分行

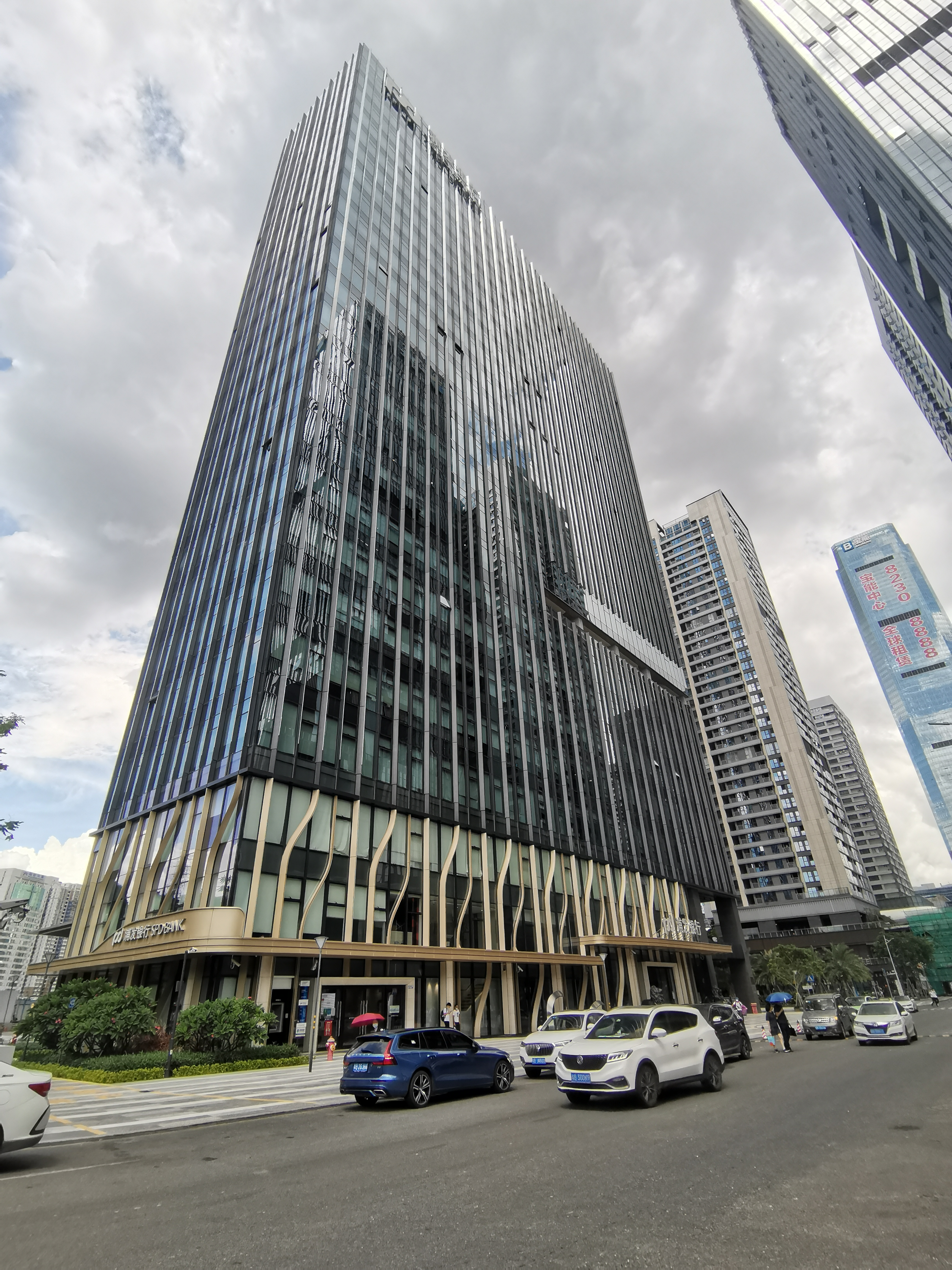
深圳分行

上海浦东发展银行股份有限公司（上交所：600000，简称：浦发银行）是中华人民共和国的一家全国性股份制商业银行，创立于1992年8月28日。其总部位于上海市。目前，上海市属国有独资企业上海国际集团有限公司为浦发银行最大股东，占比21.57%。

## 历史沿革
- 1992年8月28日，中国人民银行以银复（1992）350号文批准设立上海浦东发展银行。
- 1993年1月9日，浦发银行正式开业。原本總部位於寧波路50號。[2]
- 1999年11月10日，浦发银行在上海证券交易所挂牌上市，发行A股股票。
- 2003年1月，上海浦东发展银行總部搬遷至浦東總部新地址。[2]
- 2010年3月10日，中国移动全資附屬公司廣東移動已与浦發銀行簽訂股份認購協議。根據協定，廣東移動有條件同意以人民幣398億元收購浦發銀行22.1億新股。
- 2011年6月8日，浦发银行首家中国境外分行——香港分行正式营业[3]。
- 2017年4月12日，浦发银行中国以外首家分行——新加坡分行正式营业[4]。
- 2021年10月13日，浦发银行发布“i浦汇”跨境金融服务体系。[5]

## 业务发展
截止到2016年末，浦东发展银行在中华人民共和国内地31个省、直辖市、自治区，香港特别行政区，以及新加坡、伦敦开设了42家一级分行，共1733个分支机构，员工达61599名。私人银行客户数超过1.9万户，管理私人银行客户金融资产近3,500亿元人民币。
在美国《财富》杂志公布的2017财富世界500强中排名第245位，居上榜中资企业第54位、中资银行第8位。英国《银行家》杂志发布的2017年“全球银行1000强”中，浦发银行排名第29位，居上榜中资银行第7位，成本收入比全球第一。在“全球银行品牌500强”中排第18位，居上榜中资银行第6位。在美国《福布斯》杂志公布的2018“全球企业2000强”排名第70位，居上榜中资企业第13位、中资银行第9位。标普、惠誉、穆迪对浦发银行的评级展望均为稳定。
2021年10月，浦发银行发布了2020年业绩报告。根据报告，截至2020年末，该行资产规模达7.95万亿元，较上年末增长13.48%；报告期内营业收入1,963.84亿元，同比增长2.99%；归属于母公司股东的净利润583.25亿元。

## 事件

### 成都分行千亿资金违规腾挪
早在2017年4月，一篇题为《浦发银行成都分行成"壳"公司温床，违规资金超1000亿元》的网文披露浦发银行成都分行被2,000家“壳”公司骗贷，“烂账”近千亿元。随后，浦发银行向腾讯财经回复，称“相关信息与事实不符”。数天后，浦发银行再度向中国网财经回应成都分行风险事件，并称客户权益未受影响，有消息指出时年61岁的原浦发银行成都分行行长王兵在事后“到龄退休”，由原浦发银行昆明分行行长李卫星接替职务。
2018年1月19日，中国银监会正式发布新闻，公示了对浦发银行成都分行违规发放贷款案件的处罚结果。浦发银行成都分行被罚款4.62亿元，原浦发银行成都分行行长王兵、风险部总经理章模华和成都九眼桥支行行长高波均被警告并罚款50万元人民币，且终身不得从事银行业工作。据悉，该分行为掩盖不良贷款，通过编造虚假用途、分拆授信、越权审批等手法，违规办理信贷、同业、理财、信用证和保理等业务，使用上千家空壳公司腾挪775亿贷款，最终形成近百亿元不良资产。
浦发银行也于当日下午发布正式公告，称“接受监管机构的上述处罚决定”并将“上述处罚金额已全额计入2017年度公司损益”，但“不构成重大不利影响”。

### 借已牺牲的消防员发广告
2019年4月2日晚，浦发银行信用卡中心发布一张海报广告，称“将免除凉山火灾烈士信用卡未还清款项”。该广告引发热议，有网友质疑浦发银行此举是利用烈士做广告。4月3日下午，浦发银行信用卡中心发道歉信，表示对不当行为深表歉意，同时要求所有转发图片的员工及时删除，并将妥善处理其他事宜。

## 十大股东
根據浦发银行年报顯示，截止2022年12月31日，其前十名股東持股情況爲：
單位：股
| 序號 | 股東名稱                            | 期末持股數量  | 持股比例 | 股份种类 |
| ---- | ----------------------------------- | ------------- | -------- | -------- |
| 1    | 上海国际集团有限公司                | 6,331,322,671 | 21.57%   | A股      |
| 2    | 中国移动通信集团广东有限公司        | 5,334,892,824 | 18.18%   | A股      |
| 3    | 富德生命人寿保险股份有限公司-传统   | 2,779,437,274 | 9.47%    | A股      |
| 4    | 富德生命人寿保险股份有限公司-资本金 | 1,763,232,325 | 6.01%    | A股      |
| 5    | 上海上国投资产管理有限公司          | 1,395,571,025 | 4.75%    | A股      |
| 7    | 富德生命人寿保险股份有限公司-万能H  | 1,270,428,648 | 4.33%    | A股      |
| 6    | 中国证券金融股份有限公司            | 1,179,108,780 | 4.02%    | A股      |
| 8    | 上海国鑫投资发展有限公司            | 945,568,990   | 3.22%    | A股      |
| 9    | 香港中央结算有限公司                | 656,749,892   | 2.24%    | 其他     |
| 10   | 中央汇金资产管理有限责任公司        | 387,174,708   | 1.32%    | A股      |